# 1914
1914 (MCMXIV) a fost un an obișnuit al calendarului gregorian, care a început într-o zi de joi.

## Evenimente

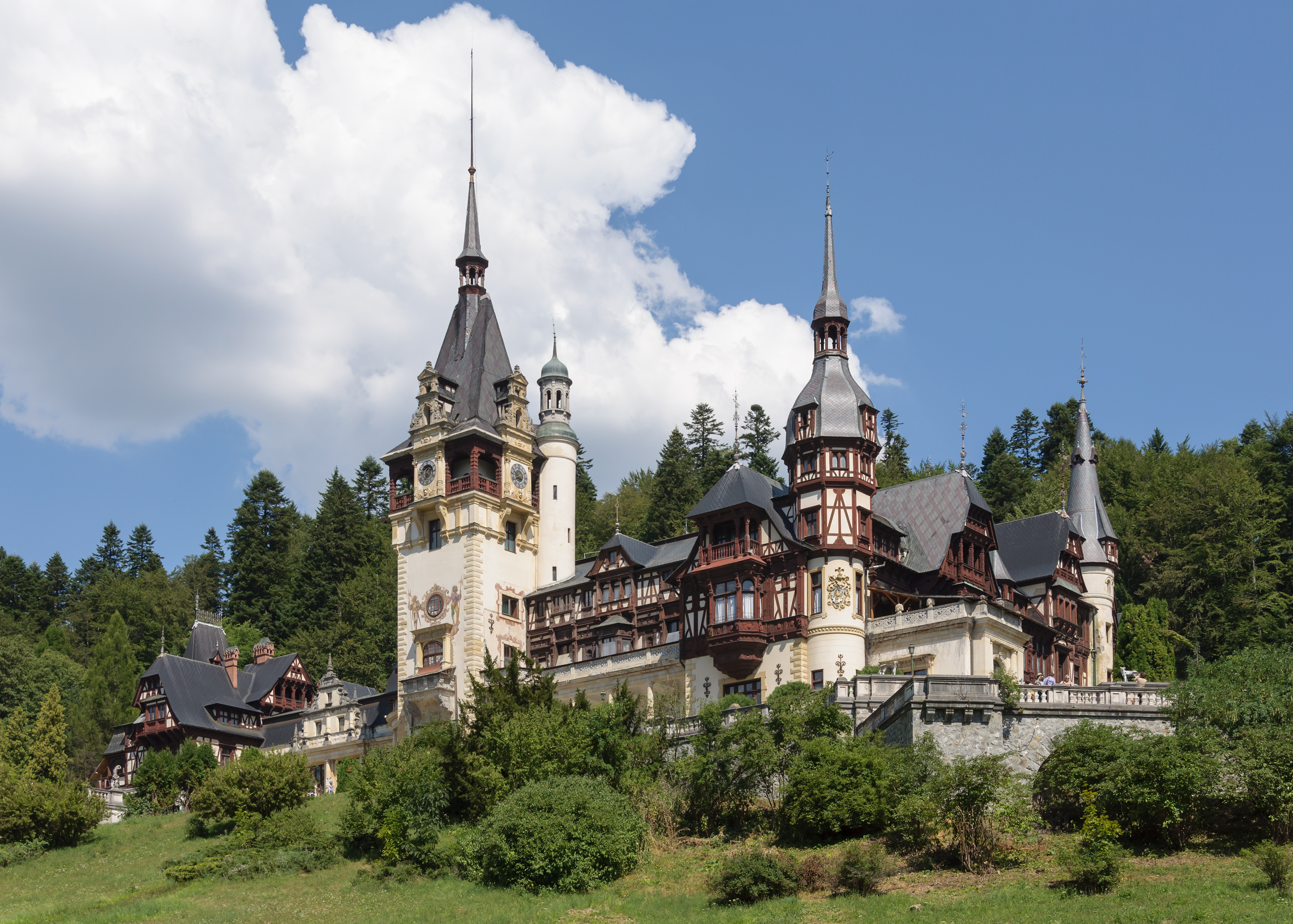
Finalizarea construcției Castelului Peleș.

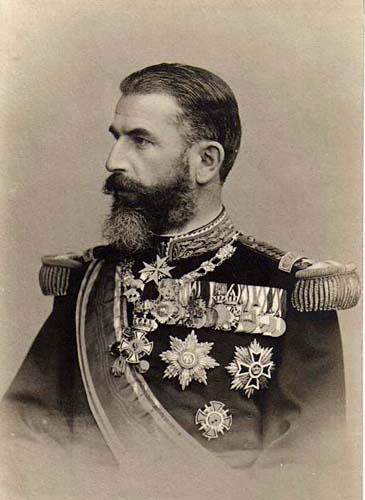
10 octombrie: Moare primul rege al României, Regele Carol I.

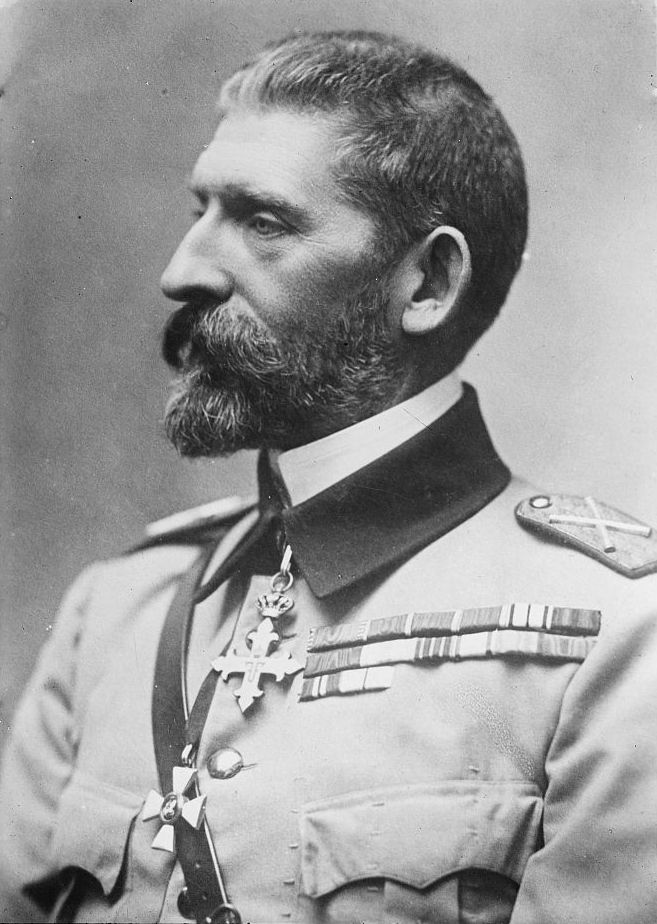
11 octombrie: Principele Ferdinand devine rege al României, în urma decesului unchiului său, Regele Carol I.

28 iunie: Are loc atentatul de la Sarajevo, unde Arhiducele austro-ungar, Franz Ferdinand, împreună cu soția sa, Ducesa Sofia, au fost asasinați, de către un extremist sârb, Gavrilo Princip. Acest eveniment a declanșat Primul Război Mondial.

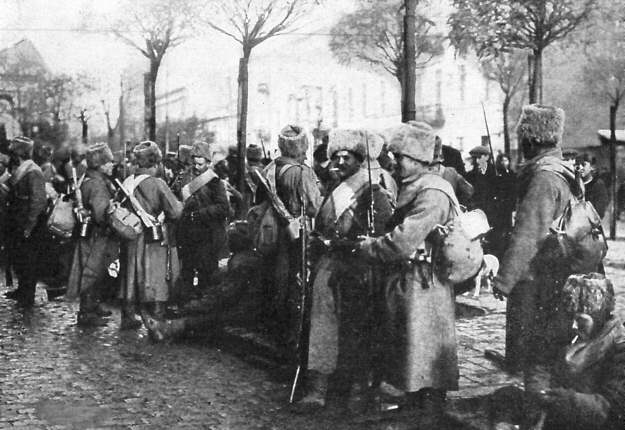
Soldați ruși la Varșovia

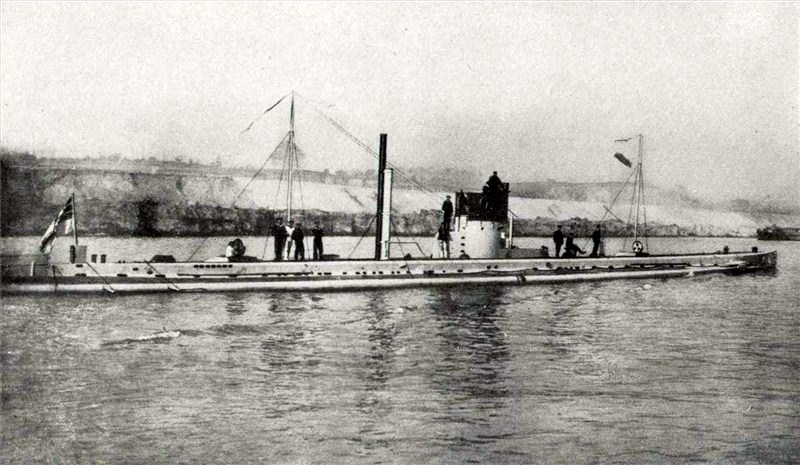
Submarin german U9

### Ianuarie
- 27 ianuarie: În urma retragerii guvernului conservator condus de Titu Maiorescu, pe 26 decembrie 1913, se formează un guvern liberal condus de I.I.C. Brătianu (până în decembrie 1916).

### Mai
- 29 mai: Nava RMS Empress of Ireland s-a scufundat după ce s-a ciocnit de SS Storstad pe fluviul Sfântul Laurențiu. Și-au pierdut viața 1.012 de oameni.
- 30 mai: Nava RMS Aquitania pleacă în prima ei cursă spre New York.

### Iunie
- 1 iunie: Are loc, la Constanța, vizita oficială a Țarului Nicolae al II-lea, împreună cu ceilalți membri ai familiei imperiale ruse. Au fost întâmpinați de familia Regală și de personalități politice române. Aceasta fiind ultima lor vizită, înainte de asasinarea de către bolșevici, din anul 1918.
- 18 iunie: Titu Maiorescu demisionează din funcția de președinte al Partidului Conservator. Comitetul executiv îl alege pe Alexandru Marghiloman drept noul președinte.
- 28 iunie: Are loc atentatul de la Sarajevo, unde Arhiducele austro-ungar, Franz Ferdinand, împreună cu soția sa, Ducesa Sofia, au fost asasinați de către un extremist sârb, Gavrilo Princip. Acest eveniment a declanșat Primul Război Mondial.

### Iulie
- 18 iulie: Regele Carol I al României părăsește Bucureștiul ducându-se la Sinaia. Va fi ultima sa plecare din București.
- 28 iulie: Începe Primul Război Mondial: Austro-Ungaria declară război Serbiei. Războiul s-a încheiat pe 11 noiembrie 1918.

### August
- 1 august: Primul Război Mondial: Germania declară război Rusiei.
- 3 august: Primul Război Mondial: România își declară neutralitatea.
- 3 august: Primul Război Mondial: Germania declară război Franței și Belgiei.
- 3 august: Inaugurarea Canalului Panama: 79,6 km lungime, 30 – 300 m lățime și 14 m adâncime.
- 4 august: Primul Război Mondial: Marea Britanie declară război Germaniei.
- 4 august: Primul Război Mondial: SUA își declară neutralitatea.
- 4 august: Primul Război Mondial: La București, I.I.C. Brătianu și reprezentanții diplomatici ai Franței, Marii Britanii, Rusiei și Italiei, au semnat convențiile politice și militare care stipulau condițiile intrării României în război.
- 5 august: Primul Război Mondial: Austro-Ungaria declară război Rusiei. Muntenegru declară război Austro-Ungariei.
- 6 august: Primul Război Mondial: Serbia declară război Germaniei.
- 11 august: Primul Război Mondial: Muntenegru declară război Germaniei. Franța declară război Austro-Ungariei.
- 13 august: Primul Război Mondial: Anglia declară război Austro-Ungariei.
- 17 august-2 septembrie: Primul Război Mondial: Bătălia de la Tannenberg între Rusia și Germania terminată cu victoria germanilor.
- 20 august: Primul Război Mondial: Trupele germane ocupă Bruxellesul.
- 23 august: Primul Război Mondial: Japonia declară război Germaniei.

### Septembrie
- 1 septembrie: Orașului rusesc, St. Petersburg, i-a fost schimbat numele în Petrograd.
- 3 septembrie: Giacomo della Chiesa devine Papa Benedict al XV-lea.
- 6-12 septembrie: Primul Război Mondial. Prima bătălie de pe râul Marna. Ofensivă militară, condusă de francezi și britanici împotriva invaziei germane.
- 18 septembrie-1 octombrie: Primul Război Mondial: S-a încheiat Acordul secret ruso-român prin care Rusia, în schimbul neutralității prietenoase a României, recunoștea dreptul țării noastre asupra teritoriilor locuite de români aflate în Austro-Ungaria.

### Octombrie
- 10 octombrie: Moare, la Castelul Peleș, Sinaia, primul rege al României, Regele Carol I. Funeraliile naționale a Regelui Carol I au fost desfășurate cu mult fast. Corpul neînsuflețit al Regelui a fost dus cu trenul, de la Sinaia, la Gara de Nord, unde a fost depus la Palatul Regal, în Sala Tronului, rămânând acolo pentru câteva zile. Atât călătoriile cu trenul, cât și înmormântarea au fost anunțate cu 101 salve de tun și bătăile clopotelor tuturor bisericilor din țară. Sicriul Regelui a fost înfășurat în steagul tricolor, și așezat pe un afet de tun, în spatele sicriului fiind calul suveranului. Regele Carol I a fost înhumat la Mănăstirea Curtea de Argeș, unde s-a ținut o slujbă de rit catolic, respectiv altul ortodox.
- 11 octombrie: Urcarea pe tronul României a Principelui Ferdinand, nepotul și succesorul Regelui Carol I.
- 22 octombrie: Primul Război Mondial: Rusia declară război Turciei.

### Noiembrie
- 4 noiembrie: Primul Război Mondial: Marea Britanie și Franța declară război Turciei.

### Nedatate
- Finalizarea construcției Castelului Peleș (construcția a început în anul 1873).

## Arte, științe, literatură și filozofie
- 12 martie-1 aprilie: Constantin Brâncuși are prima expoziție personală, la New York.
- 9 aprilie: La Holborn Empire, Londra, a avut loc premiera primului film artistic color din lume – The World, the Flesh and the Devil.
- 12 aprilie: A avut loc la Londra premiera piesei de teatru "Pygmalion" a scriitorului englez George Bernard Shaw.
- 13 septembrie: Teatrul Național din București își deschide stagiunea cu drama istorică Apus de soare.
- Apare romanul de aventuri Tarzan of the Apes (Tarzan, omul maimuță) al romancierului american Edgar Rice Burroughs.

## Nașteri

### Ianuarie
- 3 ianuarie: Adelheid de Habsburg-Lorena, fiica împăratului Carol I al Austriei (d. 1971)
- 23 ianuarie: Nicolae Caratană, poet român (d. 1992)

### Februarie
- 15 februarie: Kevin McCarthy, actor american (d. 2010)

### Martie
- 18 martie: Ernest Augustus al IV-lea, Prinț de Hanovra (d. 1987)
- 21 martie: Alexandru Alexianu, scriitor român (d. 1974)
- 28 martie: Bohumil Hrabal, romancier ceh (d. 1997)
- 31 martie: Octavio Paz, diplomat și scriitor mexican, laureat al Premiului Nobel (d. 1998)

### Aprilie
- 4 aprilie: Marguerite Duras (n. Marguerite Germaine Marie Donnadieu), romancieră franceză (d. 1996)
- 10 aprilie: Maria Banuș (n. Mărioara Banuș), poetă română (d. 1999)

### Mai
- 5 mai: Tyrone Power (Tyrone Edmund Power), actor american de film (d. 1958)
- 13 mai: Joe Louis (n. Joseph Louis Barrow), campion american de box la categoria grea (d. 1981)
- 20 mai: Corneliu Coposu, politician român, deținut politic, președinte al Partidului Național Țărănesc Creștin Democrat (d. 1995)

### Iunie
- 6 iunie: Ion Șiugariu (n. Sugár János), poet și publicist român (d. 1945)
- 15 iunie: Iuri Andropov, politician rus (d. 1984)

### Iulie
- 14 iulie: Gogea Mitu (n. Dumitru Ștefănescu), pugilist român (d. 1936)
- 31 iulie: Louis de Funès (Louis Germain David de Funès de Galarza), actor francez de teatru și film (d. 1983)

### Septembrie
- 7 septembrie: James Alfred Van Allen, fizician american (d. 2006)
- 15 septembrie: Jens Otto Krag, politician danez (d. 1978)
- 22 septembrie: Alice Botez, scriitoare română (d. 1985)
- 25 septembrie: Marcel Marcian (n. Moritz Marcus), prozator român de etnie evreiască (d. 2007)

### Octombrie
- 6 octombrie: Thor Heyerdahl, etnograf și aventurier norvegian (d. 2002)
- 21 octombrie: Martin Gardner, scriitor american (d. 2010)

### Noiembrie
- 6 noiembrie: Alexandru Mitru (n. Alexandru Piraianu), prozator român (d. 1989)
- 11 noiembrie: Howard Fast (Howard Melvin Fast), scriitor american (d. 2003)

## Decese

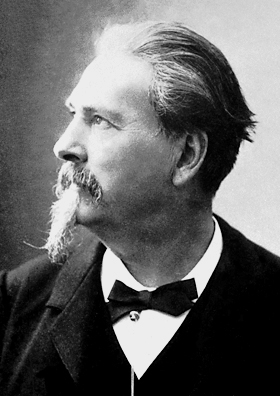
Frédéric Mistral, scriitor francez, laureat al Premiului Nobel
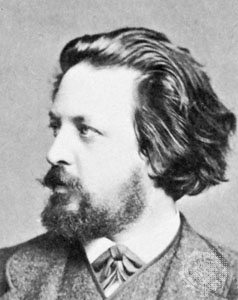
Paul von Heyse, scriitor german, laureat al Premiului Nobel
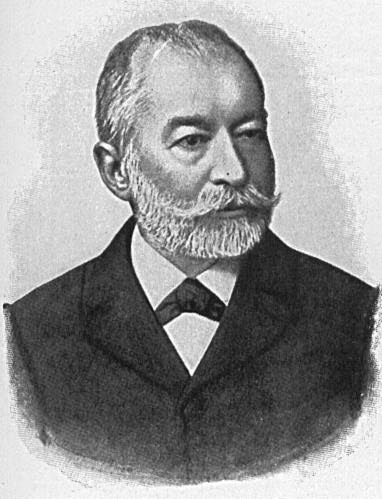
Dimitrie Sturdza, academician, istoric și politician liberal român, prim-ministru al României
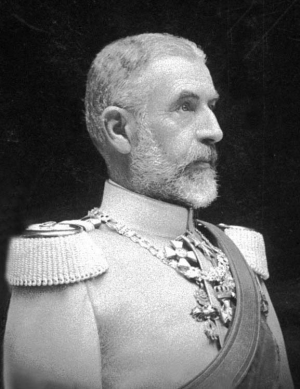
Regele Carol I al României

- 25 martie: Frédéric Mistral, 83 ani, scriitor francez, laureat al Premiului Nobel (1904), (n. 1830)
- 31 martie: Christian Morgenstern, 42 ani, poet, scriitor și traducător german (n. 1871)
- 2 aprilie: Paul von Heyse, 84 ani, scriitor german, laureat al Premiului Nobel (1910), (n. 1830)
- 19 aprilie: Charles Sanders Peirce, 74 ani, filosof, logician american (n. 1839)
- 11 iunie: Adolphus Frederic al V-lea, Mare Duce de Mecklenburg, 65 ani (n. 1848)
- 28 iunie: Arhiducele Franz Ferdinand al Austriei, 50 ani (n. 1863)
- 28 iunie: Sofia, Ducesă de Hohenberg, 46 ani, soția lui Franz Ferdinand (n. 1868)
- 2 iulie: Emil Gîrleanu, 36 ani, poet român (n. 1878)
- 6 iulie: Delmira Agustini, 27 ani, scriitoare uruguayană (n. 1890)
- 20 august: Papa Pius al X-lea, 79 ani (n. 1835)
- 5 septembrie: Charles Péguy, 41 ani, scriitor francez (n. 1873)
- 22 septembrie: Alain-Fournier, 27 ani, scriitor francez (n. 1886)
- 8 octombrie: Dimitrie Sturdza, 81 ani, academician, istoric și politician liberal român, prim-ministru al României (1895-1909), președinte al Academiei Române (1882-1884) (n. 1833)
- 10 octombrie: Carol I al României, 75 ani, domnitor al Principatelor Unite (1866-1881), rege al României (1881-1914) (n. 1839)
- 13 noiembrie: Dimitrie Anghel, 42 ani, poet, traducător român (n. 1872)

## Premii Nobel
- Fizică: Max von Laue (Germania)
- Chimie: Theodore William Richards (SUA)
- Medicină: Robert Bárány (Austro-Ungaria)
- Literatură: Premiul în bani a fost alocat Fondului Special aferent acestei categorii
- Pace: Premiul în bani a fost alocat Fondului Special aferent acestei categorii